# Nicole Desailly
Pour les articles homonymes, voir Desailly.
Nicole Desailly (pseudonyme de Ginette Nicolas), née le 17 octobre 1920 dans le 10e arrondissement de Paris et morte le 29 décembre 2019 à Arpajon (Essonne),, est une actrice française, première épouse de Jean Desailly, avec qui elle a eu deux enfants.
Actrice des années 1940 à 1980, elle a joué un nombre important de petits rôles représentatifs du cinéma français : voisine, concierge, infirmière, gardienne, domestique, mère de famille…

## Filmographie sélective

### Cinéma
- 1945 : La Fille aux yeux gris de Jean Faurez
- 1948 : Les Frères Bouquinquant de Louis Daquin
- 1961 : Les lions sont lâchés d'Henri Verneuil : une cliente au restaurant
- 1963 : La parole est au témoin de Jean Faurez
- 1964 : La Belle Vie de Robert Enrico
- 1964 : Mata Hari, agent H21 de Jean-Louis Richard
- 1965 : Le Corniaud de Gérard Oury : Madame Chenu, la concierge de Maréchal
- 1965 : Compartiment tueurs de Costa-Gavras : la concierge d'Éliane
- 1967 : Le Soleil des voyous de Jean Delannoy : Hélène
- 1967 : Les Risques du métier d'André Cayatte : Mme Thomas
- 1968 : La Leçon particulière de Michel Boisrond
- 1970 : Trop petit mon ami d'Eddy Matalon : Mlle Kuker
- 1971 : Le Chat de Pierre Granier-Deferre : l'infirmière
- 1971 : La Part des lions de Jean Larriaga
- 1972 : Le Viager de Pierre Tchernia : une bonne des Galipeau
- 1972 : La Course du lièvre à travers les champs de René Clément : l'infirmière
- 1973 : Chacal (The Day of the Jackal) de Fred Zinnemann : Yvonne de Gaulle
- 1973 : Deux hommes dans la ville  de José Giovanni : une voisine
- 1974 : Gross Paris de Gilles Grangier
- 1975 : Section spéciale de Costa-Gavras : la compagne du bourreau
- 1975 : Le Futur aux trousses de Dolorès Grassian
- 1976 : Calmos de Bertrand Blier
- 1976 : Docteur Françoise Gailland de Jean-Louis Bertuccelli
- 1976 : L'Année sainte de Jean Girault : Mme Barbier
- 1976 : Le Chasseur de chez Maxim's de Claude Vital : Lucette
- 1976 : Si c'était à refaire de Claude Lelouch
- 1977 : L'Imprécateur de Jean-Louis Bertuccelli
- 1977 : Monsieur Papa de Philippe Monnier
- 1977 : Le mille-pattes fait des claquettes de Jean Girault
- 1977 : Le Gang de Jacques Deray
- 1978 : Ne pleure pas de Jacques Ertaud
- 1979 : Buffet froid de Bertrand Blier
- 1983 : Tout le monde peut se tromper de Jean Couturier : la seconde invitée du mariage
- 1983 : Flics de choc de Jean-Pierre Dessagnat
- 1985 : Devil Story (Il était une fois le diable) de Bernard Launois
- 1985 : Glamour de François Merlet : Amélie
- 1988 : Les Années sandwiches de Pierre Boutron
- 1991 : Netchaïev est de retour de Jacques Deray

### Télévision
- 1958 : Les Cinq Dernières Minutes, épisode Tableau de chasse (1.7) de Claude Loursais : une vendeuse
- 1961 : Le Temps des copains, épisode 3 de Robert Guez : une logeuse (comme Ginette Desailly)
- 1962 : Les Cinq Dernières Minutes de Pierre Nivollet, épisode : Un mort à la une (série télévisée) : une cliente
- 1963 : Thierry La Fronde : la mère
- 1963 : Poly et le secret des sept étoiles de Claude Boissol : Antonia Calvi
- 1964 : L'Abonné de la ligne U de Yannick Andreï
- 1964 : Commandant X - épisode : Le Dossier Londres de Jean-Paul Carrère
- 1964 : Commandant X - épisode : Le Dossier Saint Mathieu' de Jean-Paul Carrère
- 1964 : Commandant X - épisode : Le Dossier cours d'assises de Jean-Paul Carrère
- 1965 : Belphégor ou le Fantôme du Louvre, feuilleton de Claude Barma : la surveillante
- 1965 : Les Complices de l'aube de Maurice Cazeneuve
- 1966 : En votre âme et conscience, épisode : La Carte de visite de  Pierre Nivollet
- 1967 : Les Habits noirs (feuilleton) de René Lucot
- 1968 : Les Enquêtes du commissaire Maigret, épisode Félicie est là de Claude Barma : une cousine de Petillon
- 1969 : La Main du mort de Guy Jorré
- 1970 : Les Enquêtes du commissaire Maigret, épisode L'Écluse n° 1 de Claude Barma : la femme de Fernand (non créditée)
- 1972 : François Gaillard ou la vie des autres de Jacques Ertaud, épisode : Pierre
- 1972 : Les Enquêtes du commissaire Maigret, épisode Le Port des brumes de Jean-Louis Muller : la servante
- 1973 : Les Enquêtes du commissaire Maigret, épisode Maigret et l'homme du banc de René Lucot
- 1974 : Madame Bovary de Pierre Cardinal
- 1974 : Le Pain noir (feuilleton) de Serge Moati
- 1974 :  Aux frontières du possible  : épisode : Meurtres à distance de Claude Boissol
- 1975 : Les Enquêtes du commissaire Maigret, épisode La Guinguette à deux sous de René Lucot
- 1976 : Messieurs les jurés : L'Affaire Cleurie de Jacques Krier
- 1977 : Rendez-vous en noir de Claude Grinberg
- 1978 : Les Cinq Dernières Minutes épisode Régis de Guy Lessertisseur : Huguette
- 1978 : Les Enquêtes du commissaire Maigret, épisode : Maigret et les témoins récalcitrants de Denys de La Patellière
- 1978 : Les Enquêtes du commissaire Maigret, épisode : Maigret et le tueur de Marcel Cravenne
- 1978 : Les Folies Offenbach, épisode La Valse oubliée de Michel Boisrond
- 1978 : Les Hommes de Rose, feuilleton de Maurice Cloche
- 1979 : Mon ami Gaylord de Pierre Goutas : Mme Menon
- 1980 : Le Curé de Tours de Gabriel Axel, d'après le roman Le Curé de Tours  d'Honoré de Balzac : Mademoiselle Pinsard
- 1980 : Médecins de nuit de Gilles Legrand, épisode : Amalgine (série télévisée)
- 1980 : Les Mystères de Paris d'André Michel
- 1982 : L'Adieu aux as (feuilleton) de Jean-Pierre Decourt
- 1991 : Appelez-moi Tonton de Dominique Baron

## Théâtre
- 1947 : Le Procès de Franz Kafka, mise en scène Jean-Louis Barrault, Théâtre Marigny
- 1948 : L'État de siège d'Albert Camus, mise en scène Jean-Louis Barrault, Théâtre Marigny
- 1958 : Coups de pouce de Bernard Frangin, mise en scène Alfred Pasquali, Théâtre des Célestins
- 1966 : La Maison de Bernarda Alba de Federico García Lorca, mise en scène Jacques Mauclair,   Théâtre Récamier